# Sulęcin
Sulęcin là một thị trấn thuộc huyện Sulęciński, tỉnh Lubuskie ở tây Ba Lan. Thị trấn có diện tích 9 km². Đến ngày 1 tháng 1 năm 2011, dân số của thị trấn là 10103 người và mật độ 1180 người/km².